# نظرية التفاعل الكيميائي
تعتبر نظرية التفاعل الكيميائي أحد مجالات الرياضيات التطبيقية التي تحاول نمذجة السلوك النظام الكيميائي في العالم. ومنذ أن تأسست في ستينيات القرن العشرين، اجتذبت مجموعة بحثية متنامية، ويرجع الفضل كله إلى تطبيقاتها في الكيمياء الحيوية والنظرية.. وقد حظي كذلك اهتمام من قبل علماء الرياضيات البحيته بسبب المشاكل التي تنتج من الهياكل المعنية.

## التاريخ
وبعد اختراع قانون فعل الكتلة قاموا بدراسة الخصائص الديناميكية لشبكات التفاعل في الكيمياء والفيزياء. وكانت الخطوات الأساسية في هذه الدراسة هي إيجاد توازن مفصل للتفاعلات الكيميائية المعقدة من قبل رودولف ويغيشيدير (1901)، وتطوير النظرية الكمية لتفاعلات السلاسل الكيميائية من قبل نيكولاي سيميونوف (1934)، وتطوير حركية التفاعلات التحفيزية لردات الفعل من قبل سيريل نورمان هينجلوود، والكثير من النتائج الأخرى.
ومن الممكن الكشف عن ثلاثة عصور من الديناميات الكيميائية والتي لها الفضل في انتشار البحوث والمنشورات  ويمكن أن نربط هذه العصور بالقادة: الأول هو عصر فان هوف، والثاني قد يسمى عصر سيمينوف - هينشيلوود والثالث بالتأكيد عصر أريس. ويمكن تمييز «العصور» بناءً على تسليط الضوء على المحاور الرئيسية للقادة العلميين:
- كان Van't Hoff يبحث عن القانون العام للتفاعل الكيميائي المرتبط بخصائص كيميائية محدده. مصطلح «الديناميات الكيميائية» ينتمي من قبل فانت هوف.
- وكان تركيز سيمينوف - هينرفوود بمثابة تفسير للظواهر الحرجة التي لوحظت في العديد من النظم الكيميائية، ولا سيما في اللهب. ولقد أثرت سلسلة من ردود الفعل التي وضعها هؤلاء الباحثون على العديد من العلوم، وخاصة الفيزياء والهندسة النووية.
- تركزت أنشطة Aris على التنظيم المفصل للأفكار والمقاربات الرياضية.

نشأ علم الرياضيات «نظرية التفاعل الكيميائي» من قبل رذرفورد آريس، وله خبره وشهره واسعة في الهندسة الكيميائية، بدعم من كليفورد ترويسديل، مؤسس ورئيس تحرير مجلة Archive for Rational Mechanics and Analysis . وتم إرسال ورقة R. Aris في هذه المجلة  إلى المجلة من قبل C. Truesdell. وافتتحت سلسلة من الأوراق لمؤلفين آخرين (من قبل R. Aris) في السبعينات. ومن المعروف ان هذه الأوراق هي من أعمال كلا من فريدريك جيه كرامبيك،  روي جاكسون، فريدريك جوزيف ماريا هورن،  مارتن فاينبرغ  وآخرون ايضا لم يذكر اسمهم. وفي كتابه الثاني،  ذكر آر آريس عمل NZ Shapiro ، LS Shapley (1965)،  وقد تحقق جزء هام من برنامجه العلمي.
ومنذ ذلك الوقت، قام عدد كبير من الباحثين على الصعيد الدولي بتطوير نظرية شبكة التفاعل الكيميائي.

## نظرة عامة
تتألف شبكة التفاعل الكيميائي (ويتم اختصارها إلى CRN) من مجموعة من المواد المتفاعلة والمنتجة (غالبًا ما تتقاطع مع مجموعة المواد المتفاعلة)، ومجموعة من التفاعلات. مثال على ذلك، تفاعلات الاحتراق:

| خطأ رياضيات (وظيفة غير معروفة «\begin{align}»): {\displaystyle \begin{align} \ce{{2H2} + O2} & \ce{-> 2H2O} \ \ce{{C} + O2} & \ce{-> CO2} \end{align} } | \| \| \| \| \| \| \| \| | (reaction 1) |
| |                         |              |
| |                         |              |
تكوين شبكة التفاعل. .تُمثَّل التفاعلات بالأسهم. تظهر المواد المتفاعلة على يسار الأسهم، وفي هذا المثالخطأ رياضيات (خطأ في الصياغة): {\displaystyle <semantics><mrow class="MJX-TeXAtom-ORD"><mstyle displaystyle="true" scriptlevel="0"><mrow class="MJX-TeXAtom-ORD"><msubsup><mtext> <chem>H2</chem></mtext><mrow class="MJX-TeXAtom-ORD"><mn> <chem>H2</chem></mn></mrow></msubsup></mrow></mstyle></mrow><annotation encoding="application/x-tex"> </annotation></semantics>}
{\displaystyle {\ce {H2}}}</img> (الهيدروجين)،خطأ رياضيات (خطأ في الصياغة): {\displaystyle <semantics><mrow class="MJX-TeXAtom-ORD"><mstyle displaystyle="true" scriptlevel="0"><mrow class="MJX-TeXAtom-ORD"><msubsup><mtext> <chem>O2</chem></mtext><mrow class="MJX-TeXAtom-ORD"><mn> <chem>O2</chem></mn></mrow></msubsup></mrow></mstyle></mrow><annotation encoding="application/x-tex"> </annotation></semantics>}
{\displaystyle {\ce {O2}}}</img> (الأكسجين) و C (الكربون). وتظهر المنتجات على يمين الأسهم، ها هيخطأ رياضيات (خطأ في الصياغة): {\displaystyle <semantics><mrow class="MJX-TeXAtom-ORD"><mstyle displaystyle="true" scriptlevel="0"><mrow class="MJX-TeXAtom-ORD"><msubsup><mtext> <chem>H2O</chem></mtext><mrow class="MJX-TeXAtom-ORD"><mn> <chem>H2O</chem></mn></mrow></msubsup><mtext> <chem>H2O</chem></mtext></mrow></mstyle></mrow><annotation encoding="application/x-tex"> </annotation></semantics>}
{\displaystyle {\ce {H2O}}}</img> (الماء) وخطأ رياضيات (خطأ في الصياغة): {\displaystyle <semantics><mrow class="MJX-TeXAtom-ORD"><mstyle displaystyle="true" scriptlevel="0"><mrow class="MJX-TeXAtom-ORD"><msubsup><mtext> <chem>CO2</chem></mtext><mrow class="MJX-TeXAtom-ORD"><mn> <chem>CO2</chem></mn></mrow></msubsup></mrow></mstyle></mrow><annotation encoding="application/x-tex"> </annotation></semantics>}
{\displaystyle {\ce {CO2}}}</img> (ثاني أكسيد الكربون). في هذا المثال، بما أن التفاعلات لا يمكن عكسها ولا يتم استخدام أي من المنتجات في التفاعلات، فإن مجموعة المواد المتفاعلة ومجموعة المنتجات غير مشتركة.
عادة ما تركز النمذجة الرياضية لشبكات التفاعل الكيميائي على ما يحدث لتركيزات المواد الكيميائية المختلفة المستخدمة بمرور الوقت. نأتي للمثال التالي نفترض ان a يمثل تركيز منخطأ رياضيات (خطأ في الصياغة): {\displaystyle <semantics><mrow class="MJX-TeXAtom-ORD"><mstyle displaystyle="true" scriptlevel="0"><mrow class="MJX-TeXAtom-ORD"><msubsup><mtext> <chem>H2</chem></mtext><mrow class="MJX-TeXAtom-ORD"><mn> <chem>H2</chem></mn></mrow></msubsup></mrow></mstyle></mrow><annotation encoding="application/x-tex"> </annotation></semantics>}
{\displaystyle {\ce {H2}}}</img> في الهواء المحيط، يمثل b تركيزخطأ رياضيات (خطأ في الصياغة): {\displaystyle <semantics><mrow class="MJX-TeXAtom-ORD"><mstyle displaystyle="true" scriptlevel="0"><mrow class="MJX-TeXAtom-ORD"><msubsup><mtext> <chem>O2</chem></mtext><mrow class="MJX-TeXAtom-ORD"><mn> <chem>O2</chem></mn></mrow></msubsup></mrow></mstyle></mrow><annotation encoding="application/x-tex"> </annotation></semantics>}
{\displaystyle {\ce {O2}}}</img> ، c تمثل تركيزخطأ رياضيات (خطأ في الصياغة): {\displaystyle <semantics><mrow class="MJX-TeXAtom-ORD"><mstyle displaystyle="true" scriptlevel="0"><mrow class="MJX-TeXAtom-ORD"><msubsup><mtext> <chem>H2O</chem></mtext><mrow class="MJX-TeXAtom-ORD"><mn> <chem>H2O</chem></mn></mrow></msubsup><mtext> <chem>H2O</chem></mtext></mrow></mstyle></mrow><annotation encoding="application/x-tex"> </annotation></semantics>}
{\displaystyle {\ce {H2O}}}</img> ، وما إلى ذلك. وبما أن جميع هذه التركيزات لن تظل بصفة عامة ثابتة، فإنه يمكن كتابتها كدالة زمنية، على سبيل المثال {\displaystyle a(t),b(t)} الخ...
وبالإمكان بعد ذلك دمج هذه المتغيرات في متجه.
{\displaystyle x(t)=\left({\begin{array}{c}a(t)\\b(t)\\c(t)\\\vdots \end{array}}\right)}
ومن الممكن كتابة تطورها مع مرور الوقت
{\displaystyle {\dot {x}}\equiv {\frac {dx}{dt}}=\left({\begin{array}{c}{\frac {da}{dt}}\\[6pt]{\frac {db}{dt}}\\[6pt]{\frac {dc}{dt}}\\[6pt]\vdots \end{array}}\right).}
وهذا مثال على نظام ديناميكي ذاتي مستمر، يكتب عادة في الشكل {\displaystyle {\dot {x}}=f(x)} . ان عدد جزيئات كل مادة متفاعلة يتم استخدامها في كل مرة يحدث فيها التفاعل الثابت، وايضا كما هو الحال مع عدد الجزيئات التي يتم انتاجها من كل منتج. ويشار إلى هذه الأعداد باسم الحسابات الكيميائية للتفاعل، والفرق بين الاثنين (أي العدد الإجمالي للجزيئات المستخدمة أو المنتجة) هو صافي قياس العناصر. هذا يعني أنه يمكن إعادة كتابة المعادلة التي تمثل شبكة التفاعل الكيميائي كـ
{\displaystyle {\dot {x}}=\Gamma V(x)}
هنا، كل عمود من المصفوفة الثابتة{\displaystyle \Gamma } هنا، كل عمود من المصفوفة الثابتة {\displaystyle \Gamma } تمثل الحسابات الكيميائية الصافية لتفاعل، وهكذا
{\displaystyle \Gamma } تُسمى مصفوفة الحسابات الكيميائية.{\displaystyle V(x)} هي دالة قيم المتجهات حيث تمثل كل قيمة إخراج معدل تفاعل، يشار إليه بـ kinetics.